# 钱斌 (1970年)
钱斌（1970年—），安徽合肥人，中央电视台《百家讲坛》栏目主讲嘉宾，中国科学技术大学教授。

## 生平
1993年本科毕业于安徽师范大学，同年进入合肥工业大学（原安徽工学院）党委宣传部工作。2002年于合肥工业大学获硕士学位，2010年于中国科学技术大学科学获博士学位。2016年晋升教授。2021年调入中国科学技术大学，任马克思主义学院教授、博士生导师。
所授课程有多门被授予国家级精品视频公开课，同时是安徽省第一位荣登《百家讲坛》栏目的学者。曾在《百家讲坛》开讲《千年一笔谈》、《大宋提刑官》。

## 著作
- 《千年一笔谈》（2012年，商务印书馆）
- 《宋慈洗冤》（2015年，商务印书馆）
- 《微小说对中国近现代国情的思考与表达》（2017年，文化发展出版社）
- 《中华孝故事》（2018年，中国言实出版社）
- 《人生智慧三十六计》（2019年，合肥工业大学出版社）
- 《浮山遗韵——方以智研究寻迹》（2019年，合肥工业大学出版社）
- 《君子故事》（2019年，福建教育出版社）
- 《思想政治理论课综合实践教程》（2020年，北京工业大学出版社）

## 奖项和荣誉
- 2013年，获评安徽省教育厅“2012年度全省十大教育新闻人物”
- 2015年，获教育部高等学校科学研究优秀成果奖（人文社会科学）成果普及奖
- 2018年，获评安徽省社科普及先进个人
- 2019年，获评“全国优秀教师”